# Hall of Fame Tennis Championships 2013
L'Hall of Fame Tennis Championships 2013 (conosciuto anche con il nome di Campbell Hall of Fame Tennis Championships per ragioni di sponsor) è stato un torneo di tennis giocato su campi in erba all'aperto. È stata la 38ª edizione del torneo appartenente alla categoria ATP World Tour 250 series nell'ambito dell'ATP World Tour 2012. Si è disputata all'International Tennis Hall of Fame di Newport, Rhode Island, negli Stati Uniti, dall'8 al 14 luglio 2013.

## Partecipanti ATP

### Teste di serie
| Nazionalità | Giocatore              | Ranking* | Testa di serie |
| ----------- | ---------------------- | -------- | -------------- |
| Stati Uniti | Sam Querrey            | 19       | 1              |
| Stati Uniti | John Isner             | 21       | 2              |
| Paesi Bassi | Igor Sijsling          | 64       | 3              |
| Australia   | Lleyton Hewitt         | 70       | 4              |
| Francia     | Édouard Roger-Vasselin | 71       | 5              |
| Australia   | Marinko Matosevic      | 72       | 6              |
| Francia     | Kenny de Schepper      | 80       | 7              |
| Stati Uniti | Rajeev Ram             | 86       | 8              |

* Le teste di serie sono basate sul ranking del 24 giugno 2013.

### Altri partecipanti
I giocatori seguenti hanno ricevuto una wild card per l'ingresso nel tabellone principale singolare:
- Prakash Amritraj
- Stefan Kozlov
- Nicolas Mahut

I giocatori seguenti hanno superato tutti i turni di qualificazione per il tabellone principale singolare:

- Adrien Bossel
- Jan Hernych
- Alex Kuznetsov
- Ante Pavić

## Campioni

### Singolare maschile
Nicolas Mahut ha sconfitto in finale  Lleyton Hewitt per 5-7, 7-5, 6-3.
- È il secondo titolo in un mese per Mahut.

### Doppio maschile
Nicolas Mahut /  Édouard Roger-Vasselin hanno sconfitto in finale  Tim Smyczek /  Rhyne Williams per 6(4)–7, 6-2, [10-5]